# بابونه قصری
بابونه قصری (نام علمی: Anthemis gillettii) نام یک گونه از سرده بابونه است.